# Saskatoon (ancienne circonscription fédérale)
Pour les articles homonymes, voir Saskatoon (homonymie).
Saskatoon fut une circonscription électorale fédérale de la Saskatchewan, représentée de 1908 à 1935 et de 1949 à 1968.
La circonscription de Saskatoon a été créée en 1907 avec des parties d'Assiniboia-Ouest, Humboldt et de Saskatchewan. Abolie en 1933, elle fut redistribuée parmi Rosthern et de Saskatoon City. 
La circonscription réapparut en 1947 avec des parties de Rosthern et de Saskatoon City. À nouveau abolie en 1966, elle fut redistribuée parmi Moose Jaw, Saskatoon—Biggar et Saskatoon—Humboldt.

## Géographie
En 1947, la circonscription de Saskatoon comprenait:
- La cité de Saskatoon
- La ville de Sutherland
- Une partie de la rivière Saskatchewan Sud

## Députés
1908 - 1935
1. 1908-1917 — George Ewan McCraney, PLC
2. 1917-1921 — James Robert Wilson, CON
3. 1921-1925 — John Evans, PPC
4. 1925-1930 — Alexander MacGillivray Young, PLC
5. 1930-1935 — Frank Roland MacMillan, CON

1949 - 1968
1. 1949-1957 — Roy Knight, CCF
2. 1957-1964 — Henry Frank Jones, PC
3. 1964-1965 — Eloise Jones, PC
4. 1965-1968 — Lewis Brand, PC

- CCF = Co-Operative Commonwealth Federation
- CON = Parti conservateur du Canada (ancien)
- PC = Parti progressiste-conservateur
- PLC = Parti libéral du Canada
- PPC = Parti progressiste du Canada